# Marina Mniszech
Marina Mniszech (en polaco: Maryna Mniszchówna o Maryna Mniszech; en ruso: Марина Мнишек, Marina Mníshek; también conocida como Marinka la Bruja, c. 1588-1614), fue una aventurera política del Período Tumultuoso en Rusia.
Marina era hija del voivoda polaco de Sandomierz, Jerzy Mniszech. Este fue uno de los impulsores de las Dimitríadas, un intento de invasión polaca del Zarato ruso a principios del siglo XVII. Jerzy, Marina y Dimitri I (un monje exclaustrado de nombre Grigori Otrépiev, impostor que pretendía ser el zarévich Dimitri, hijo de Iván IV, asesinado en 1591) se reunieron en 1604 o 1605, en la corte de un magnate de la Mancomunidad de Polonia-Lituania, acordando su matrimonio. A cambio Dimitri les otorgaría Pskov, Nóvgorod, y un millón de zlotys a Marina, y Smolensk y Severia, a su padre. Este matrimonio le daba a los nobles polacos y al clero de la Iglesia católica la oportunidad de controlar Rusia. El rey de Polonia, Segismundo III Vasa, estuvo de acuerdo en financiar y dar hombres a Dimitri para su campaña contra Moscú. Tras la conquista de Moscú, por parte de Dimitri en junio de 1605, depuso al hijo de  Borís Godunov y se coronó con el nombre de Dimitri I.

## Matrimonios

### Con Dimitri I

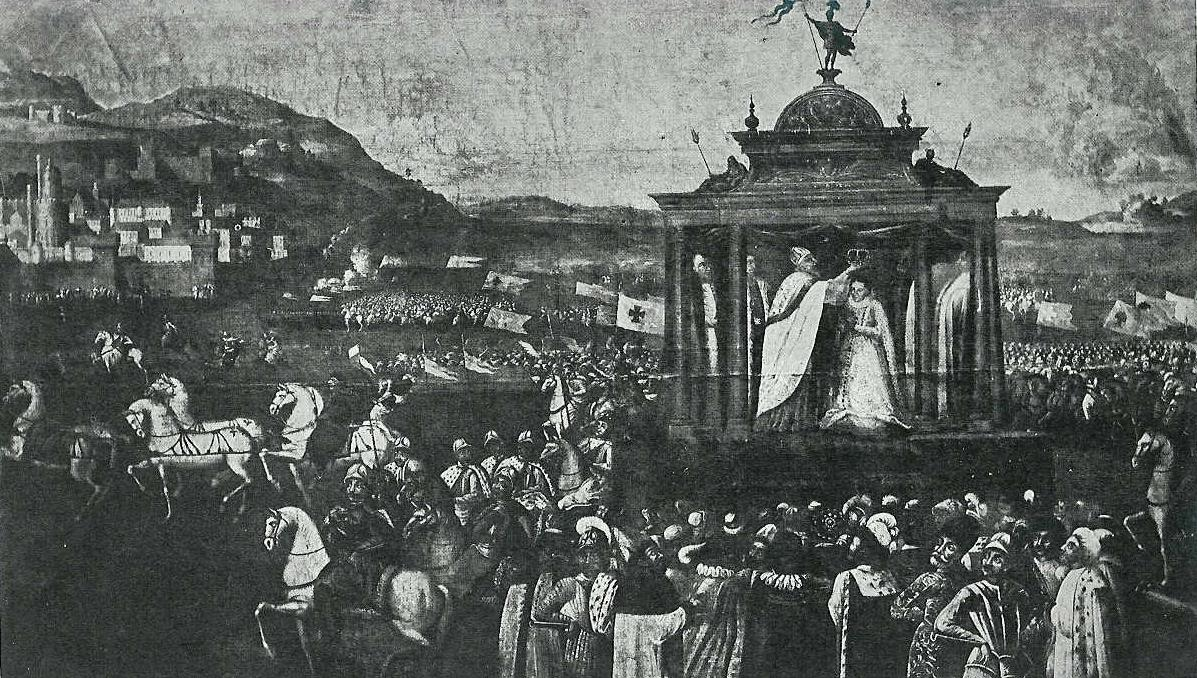
Coronación de Maryna Mniszech en Moscú por Tommaso Dolabella.

En noviembre, Dimitri I envió una embajada a Polonia, pidiendo la mano de Maryna y proponiendo una alianza militar para derrotar a los otomanos. El matrimonio se efectúa, mediante un representante (per procura) de nombre Afanasi Vlásiev, en la catedral de Cracovia, estando presentes el rey y varios diplomáticos extranjeros (entre ellos un delegado del Papa). Esta ceremonia fue oficiada por el obispo de Cracovia, el cardenal Bernard Maciejowski. 
En primavera de 1606, Marina parte hacia Moscú con su padre y un séquito de 4.000 personas. Hace su entrada en dicha ciudad el 24 de abril, teniendo lugar su coronación el 8 de mayo en la Catedral de la Dormición, después de que el Patriarca Ignacio reconociera su matrimonio. Se desconoce si Marina se convirtió del catolicismo a la ortodoxia. Ella llevaba un vestido de boda polaco y Dimitri la armadura de los húsares polacos.

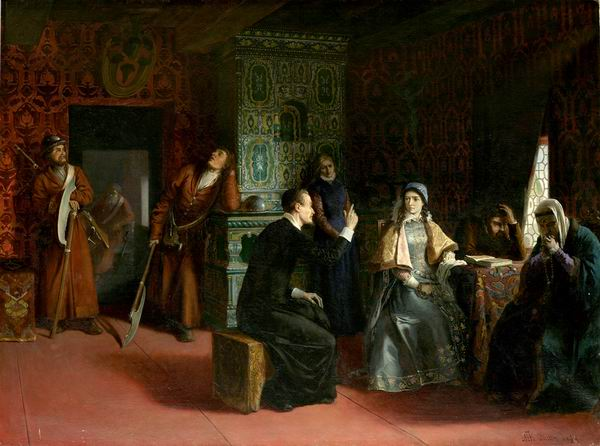
Marina y su padre Jerzy Mniszech en el exilio en Yaroslavl, por Klodt von Urgenburg.

De todos modos, Marina no reinó durante mucho tiempo. En la mañana del 17 de mayo, los conspiradores en contra de Dimitri y sus políticas de acercamiento a Polonia irrumpieron en el Kremlin. Dimitri intentó salvarse huyendo por una ventana, pero se rompió una pierna al caer y fue ejecutado. Su cuerpo fue quemado y sus cenizas disparadas por un cañón hacia Polonia. Así, el reino de Dimitri duró unos diez meses. El Zemski Sobor eligió como nuevo zar a Vasili Shuiski, al que Dimitri había perdonado la vida anteriormente después de que hubiera conspirado contra él. Este golpe de Estado implicó millares de muertos y presos, muchos de ellos del entorno polaco. Marina y su padre fueron encarcelados.

### Con Dimitri II

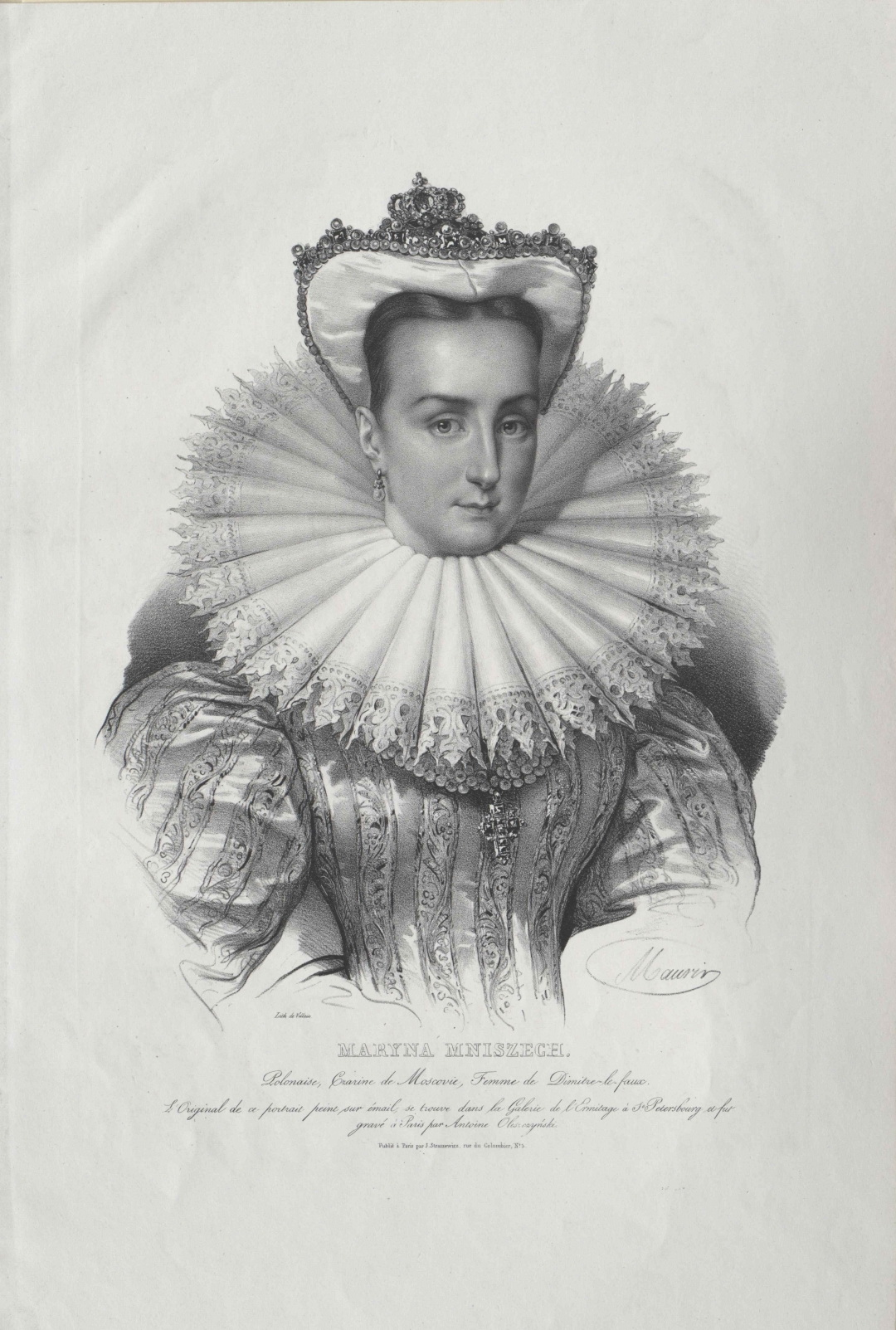
Retrato no contemporáneo de Marina.

Después de la muerte de Dimitri I, le perdonaron la vida a Marina -después de renunciar a su título real- y fue enviada de vuelta a Polonia en julio de 1608. De todos modos, su padre, exiliado en Yaroslavl, no abandonó sus planes de convertirse en suegro del zar. En el mismo 1608, había aparecido en Túshino un segundo personaje que se hacía pasar por el zarévich Dimitri, Dimitri II «El Falso». Contando con el apoyo también de Segismundo III, pone sitio a Moscú, y Vasili Shuiski, atemorizado, alcanza un acuerdo con el rey polaco por el cual deja de apoyar al impostor a cambio de dejar libres a los prisioneros polacos. Es gracias a esto que los Mniszech son liberados. Marina viajaría hasta Túshino y se desposaría secretamente con el impostor, después de reconocer en él a su milagrosamente "salvado" esposo. El hetman Stanisław Żółkiewski escribió en sus memorias que lo único que los dos Dimitri tenían en común es que "ambos eran humanos y usurpadores". Habiendo perdido el apoyo polaco, buscó hombres entre los Cosacos del Don, consiguiendo controlar algo de territorio en el sudeste de Rusia.  El mismo hetman describe como acabó el segundo Dimitri. En la noche del 11 de diciembre de 1610, tras haber bebido en abundancia con los boyardos, mandó preparar un trineo para pasear por los prados, llevando a varios boyardos como escolta. Uno de ellos, de origen tártaro, Piotr Urúsov, cuando Dimitri estaba completamente ebrio, sacó una pistola y lo mató, cortándole posteriormente con su sable la cabeza y una mano. Un mes más tarde, el 16 de enero de 1611, nacería el hijo de Marina y de este segundo Dimitri.

### ConIván Zarutski

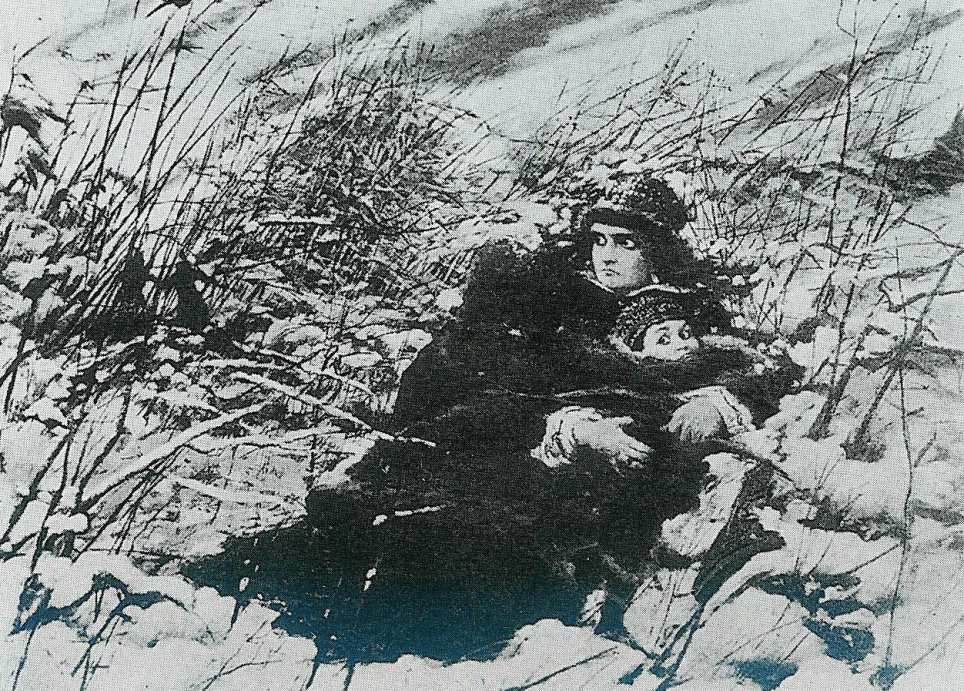
Huida de Marina Mniszech, por Leon Wyczółkowski.

Este hijo, llamado Iván Dimítrievich (aunque sería conocido como Iván, el Pequeño Bandolero, ya que el Patriarca Hermógenes, le había puesto el apodo el Bandolero a su padre), y Marina quedarían bajo la protección del atamán de los cosacos del Don, Iván Zarutski. Este respaldaría la reclamación del trono ruso para el pequeño Iván. En 1612, sus tropas pusieron sitio a Moscú, pero una coalición de ciudades de los alrededores, cansadas ya de tanta mortandad, organizaron un ejército que hizo que los cosacos abandonaran el asedio y se desplazaron hacia el sur. Una parte de los cosacos abandonaron las filas de Iván, mientras que los que le seguían fieles, se trasladaron a Astracán bajo su mando, llegando en verano de 1613. Tras la elección de Miguel I de Rusia, una revuelta de ciudadanos los echó de la ciudad. Huyendo por las estepas, llegaron al río Yaík, donde, tras haber fracasado en asegurarse el apoyo de los cosacos, fueron capturados por estos mismos y entregados al gobierno.
Iván Zarutski y el hijo de Marina fueron ejecutados en 1614. Zarutski fue empalado y el pequeño Iván, de tres años, fue colgado. Marina moriría poco después en prisión.

## Recuerdo en la literatura
- Su personaje aparece representado en la ópera Borís Godunov de Modest Músorgski basada en la obra homónima de Aleksandr Pushkin.
- Su personaje aparece representado en la novela La libertad dorada de Zofia Kossak-Szczucka, publicada en 1928.

## Recuerdo en el cine
Borís Godunov de Serguéi Bondarchuk.